# Сторожинецька міська рада
Сторожи́нецька міська́ ра́да (міська територіальна громада) — адміністративно-територіальна одиниця та орган місцевого самоврядування у Чернівецькому районі Чернівецької області. Адміністративний центр — місто Сторожинець.

## Загальні відомості
- Населення ради: 41 964 осіб (станом на 1 січня 2025 року)

## Населені пункти
Міській раді підпорядковані населені пункти:
- м. Сторожинець, с.Банилів-Підгірний, с.Давидівка, с.Зруб-Комарівський, с.Панка, с.Комарівці, с.Стара Жадова, с.Нова Жадова, с.Косованка, с.Дібрівка, с.Слобода-Комарівці, с.Костинці, с.Ясени, с.Бобівці, с.Нові Бросківці, с.Заболоття, с.Ропча

## Склад ради
Рада складається з 34 депутатів та голови.
- Голова ради: Матейчук Ігор Григорович
- Секретар ради: Бойчук Дмитро Олексійович

### Керівний склад попередніх скликань
| Прізвище, ім'я, по батькові  | Основні відомості                                                           | Дата обрання | Дата звільнення |
| ---------------------------- | --------------------------------------------------------------------------- | ------------ | --------------- |
| Бойчук Микола Олексійович    | Міський голова, 1956 року народження, безпартійний                          | 26.03.2006   | 22.01.2009      |
| Карлійчук Микола Миколайович | Міський голова, 1950 року народження, освіта вища, член партії Єдиний Центр | 14.06.2009   | 31.10.2010      |
| Карлійчук Микола Миколайович | Міський голова, 1950 року народження, освіта вища, безпартійний             | 31.10.2010   | 25.11.2020      |
| Матейчук Ігор Григорович     | Міський голова, 1966 року народження, освіта вища                           | 25.11.2020   |                 |

Примітка: таблиця складена за даними сайту Верховної Ради України

### Депутати
За результатами місцевих виборів 2010 року депутатами ради стали:

#### За суб'єктами висування
| Суб'єкт висування                                       | Кількість обраних депутатів | %   |
| ------------------------------------------------------- | --------------------------- | --- |
| Політична партія Всеукраїнське об'єднання «Батьківщина» | 15                          | 50  |
| Партія регіонів                                         | 6                           | 20  |
| Політична партія «Наша Україна»                         | 3                           | 10  |
| Політична партія «Фронт Змін»                           | 3                           | 10  |
| Народна партія                                          | 2                           | 6,7 |
| Комуністична партія України                             | 1                           | 3,3 |

#### За округами
| № округу                                                | Прізвище, ім'я, по батькові        | Дата визнання обраним | Освіта             | Партійна приналежність                        | Відомості про обраного депутата                          |
| ------------------------------------------------------- | ---------------------------------- | --------------------- | ------------------ | --------------------------------------------- | -------------------------------------------------------- |
| Комуністична партія України                             |                                    |                       |                    |                                               |                                                          |
| б/м                                                     | Чоботар Роман Романович            | 04.11.2010            | вища               | член Комуністичної партії України             | Сторожинецька районна організація КПУ, II секретар       |
| Народна Партія                                          |                                    |                       |                    |                                               |                                                          |
| 14                                                      | Вітюк Аркадій Дмитрович            | 03.11.2010            | вища               | член Народної партії                          | Сторожинецька міська рада, землевпорядник                |
| 15                                                      | Івасюк Петро Троянович             | 03.11.2010            | вища               | член Народної партії                          | Облрада ВФСТ «Колос», голова                             |
| Партія регіонів                                         |                                    |                       |                    |                                               |                                                          |
| б/м                                                     | Савчук Богдан Дмитрович            | 04.11.2010            | вища               | позапартійний                                 | Сторожинецький лісовий коледж, директор                  |
| б/м                                                     | Сокирко Іван Євстафійович          | 04.11.2010            | середня спеціальна | член Партії регіонів                          | ДП «Сторожинецький лісгосп», начальник цеху              |
| б/м                                                     | Сербул Сергій Васильович           | 04.11.2010            | вища               | член Партії регіонів                          | приватний підприємець                                    |
| б/м                                                     | Карп Григорій Драгушович           | 04.11.2010            | середня            | член Партії регіонів                          | приватний підприємець                                    |
| 3                                                       | Карлійчук Світлана Миколаївна      | 03.11.2010            | вища               | член Партії регіонів                          | Сторожинецький районний ліцей, заступник директора       |
| 4                                                       | Бойчук Василь Олексійович          | 03.11.2010            | середня спеціальна | член Партії регіонів                          | приватний підприємець                                    |
| Політична партія Всеукраїнське об'єднання «Батьківщина» |                                    |                       |                    |                                               |                                                          |
| б/м                                                     | Равлюк Лідія Георгіївна            | 04.11.2010            | вища               | член Всеукраїнського об'єднання «Батьківщина» | Сторожинецьке МСТ, директор                              |
| б/м                                                     | Лягу Павлина Юріївна               | 04.11.2010            | вища               | член Всеукраїнського об'єднання «Батьківщина» | МП «Скіф», заступник директора                           |
| б/м                                                     | Порайко Ірина Миколаївна           | 04.11.2010            | вища               | член Всеукраїнського об'єднання «Батьківщина» | Сторожинецька міська рада, секретар                      |
| б/м                                                     | Лупу Михайло Михайлович            | 04.11.2010            | вища               | член Всеукраїнського об'єднання «Батьківщина» | приватний адвокат                                        |
| б/м                                                     | Шульгіна Ганна Василівна           | 04.11.2010            | вища               | член Всеукраїнського об'єднання «Батьківщина» | Укртелеком, заступник начальника                         |
| 1                                                       | Голікова Наталя Олегівна           | 03.11.2010            | вища               | член Всеукраїнського об'єднання «Батьківщина» | школа-сад № 7, методист                                  |
| 2                                                       | Антонюк Василь Степанович          | 03.11.2010            | вища               | член Всеукраїнського об'єднання «Батьківщина» | приватний підприємець                                    |
| 5                                                       | Глядченко Раїса Радівна            | 03.11.2010            | вища               | член Всеукраїнського об'єднання «Батьківщина» | Сторожинецький район електричних мереж, головний інженер |
| 7                                                       | Поляк Валерій Михайлович           | 03.11.2010            | вища               | позапартійний                                 | приватний підприємець                                    |
| 8                                                       | Поляк Микола Ілліч                 | 03.11.2010            | вища               | член Всеукраїнського об'єднання «Батьківщина» | ПП «Адвокат», адвокат                                    |
| 9                                                       | Корочук Ольга Семенівна            | 03.11.2010            | вища               | член Всеукраїнського об'єднання «Батьківщина» | приватний підприємець                                    |
| 10                                                      | Дарабан Катерина Степанівна        | 03.11.2010            | вища               | член Всеукраїнського об'єднання «Батьківщина» | приватний підприємець                                    |
| 11                                                      | Митрик Михайло Іванович            | 03.11.2010            | вища               | член Всеукраїнського об'єднання «Батьківщина» | приватний підприємець                                    |
| 12                                                      | Кусяк Людмила Михайлівна           | 03.11.2010            | вища               | член Всеукраїнського об'єднання «Батьківщина» | Сторожинецька ЦРЛ, медична сестра                        |
| 13                                                      | Манчук Ярослав Васильович          | 03.11.2010            | вища               | член Всеукраїнського об'єднання «Батьківщина» | Сторожинецька РДА, начальник відділу                     |
| Політична партія «Наша Україна»                         |                                    |                       |                    |                                               |                                                          |
| б/м                                                     | Євдокименко Анатолій Олександрович | 04.11.2010            | вища               | член Політичної партії «Наша Україна»         | Сторожинецька ЦРЛ, заступник головного лікаря            |
| б/м                                                     | Сирбу Аурел Васильович             | 04.11.2010            | вища               | позапартійний                                 | пенсіонер                                                |
| 6                                                       | Водославський Іван Іванович        | 03.11.2010            | вища               | член Політичної партії «Наша Україна»         | Сторожинецька районна лікарня, завідувач відділення      |
| Політична партія «Фронт Змін»                           |                                    |                       |                    |                                               |                                                          |
| б/м                                                     | Чумак Володимир Володимирович      | 04.11.2010            | середня спеціальна | член Політичної партії «Фронт Змін»           | ТОВ «Світ 21», директор                                  |
| б/м                                                     | Місюра Едуард Анатолійович         | 04.11.2010            | середня спеціальна | член Політичної партії «Фронт Змін»           | приватний підприємець                                    |
| б/м                                                     | Панкратов Петро Васильович         | 04.11.2010            | вища               | член Політичної партії «Фронт Змін»           | пенсіонер                                                |